# Dresden
Dresden (lužičkosrpski: Drježdźany, češki, hrvatski i općeslavenski naziv: Drážďany/Dražđane, poljski: Drezno) glavni je i najveći grad njemačke savezne pokrajine Saske. Smješten je u dolini rijeke Labe. S više od pola milijuna stanovnika, odnosno gotovo 1,2 milijuna računajući cjelokupnu gradsku aglomeraciju, Dresden je jedno od glavnih gradskih središta na istoku Njemačke.
Od ponovnog njemačkog ujedinjenja Dresden je značajno kulturno, gospodarsko i političko središte istočnoga dijela Njemačke. Osim toga, on je i sastavni dio metropolitanskog područja Saski trokut (Dresden - Leipzig - Chemnitz), koje ima više od 3,2 milijuna stanovnika.

## Povijest
Prva naselja na prostoru grada datiraju iz neolitika (7500. g. pr. Kr). U 12. st. su Slaveni osnovali grad Drežďany, koji je ubrzo postao najveći grad u okolici, najviše zahvaljujući razvoju rudarstva na Rudnoj gori u okolici grada. U grad se većinom naseljavalo njemačko stanovništvo. Od 1206. privremeno je sjedište grofa, a od 1270. glavni grad Markgrofovije Meissen i naziva se Civitas Dresdene. Od 1485. u gradu je stolovao vojvoda Saske koji je od 1547. bio izborni knez Svetog Rimskog Carstva (imao je pravo birati cara).
Za Fridrika Augusta, kneza Saske i kralja Poljsko-litvanske unije (August II. Jaki), početkom 18. st. u gradu se naročito razvija umjetnost. Knez je dovodio umjetnike iz cijele Europe te je grad nazvan Firencom na Labi.
U Dresdenu je Friedrich Schiller napisao tekst Ode radosti.
Grad je pretrpio značajna oštećenja u Sedmogodišnjem ratu 1756. – 1763. Za vrijeme Napoleonovih ratova Dresden je bio baza francuske vojske i u blizini grada vodila se jedna od bitaka.
Godine 1806. Dresden postaje glavni grad samostalne Kraljevine Saske, koja je od 1871. dio ujedinjene Njemačke. Dresden je bio jedan od glavnih centara Njemačke revolucije 1848./1849. (svibanjski ustanak u kojem je oštećen centar grada). U to se vrijeme grad brzo industrijalizira, zbog čega se naglo povećava broj stanovnika. 
Dresden je doživio svoje najgore razdoblje u povijesti tijekom 2. svj. rata, kada je bio najbombardiraniji grad u Europi. Britanske i američke zračne snage su između 13. i 15. veljače 1945. provele masovno bombardiranje u kojem je grad razoren do temelja. Prve su procjene govorile o 250.000 poginulih, ali se danas smatra da je brojka ipak mnogo manja.
Nakon rata je grad postao dio Demokratske Republike Njemačke i jedan od njezinih najvažnijih industrijskih centara. Grad se obnavlja u real-socijalističkom stilu, ali su ipak vjerno rekonstruirani značajni kulturno-povijesni spomenici i veći dio grada je obnovljen prema predratnom izgledu. Ruševine iz rata u gradu su postojale sve do kraja 20. st.
Nakon reunifikacije Njemačke, Dresden dobiva nove poticaje za razvoj. Godine 2002. pogodila ga je velika poplava rijeke Labe koja je bila 9 metara viša od normalne razine. Poplava je učinila velike štete.

## Zemljopis
Dresden je smješten u istočnom dijelu Njemačke, oko 30 km sjeverno od granice s Češkom. Nalazi se na rijeci Labi (njem. Elbe) u podnožju Rudne gore (Erzgebirge). Jugozapadno od grada je gora Elbesandstein. Rijeka Laba kod Dresdena čini dolinu (Dresdensko proširenje doline Labe) čiji je kulturni krajolik od 2004. do 2009. bio na listi Svjetske baštine UNESCO-a (status ukinut zbog izgradnje novog mosta preko Labe). Klima je umjereno-kontinentalna.
Rudna gora je, kao što joj i ime govori, bogata rudama. Rudarstvo (posebno ugljena) temelj je razvoja industrije i gradova u prostoru Saske. Osim Dresdena, u blizini su industrijski centri Leipzig i Chemnitz (Saski industrijski trokut). Dresden je autocestama povezan s ostalim gradovima u Saskoj, kao i s Pragom u Češkoj.

## Znamenitosti
Dresden je poznat kao grad umjetnosti i kulture. Mnogi su kulturni spomenici obnovljeni nakon 2. svj. rata. Najpoznatija je zgrada opere Semperoper. Najpoznatija protestantska crkva Frauenkirche obnovljena je tek 2005. (obnova je počela 1993. jer komunistička vlast nije brinula za obnovu sakralnih objekata uništenih u ratu). Značajna je i katolička katedrala Hofkirche. Sačuvan je dresdenski dvorac iz 15. st. koji je bio sjedište saskih vojvoda, knezova i kraljeva.
U gradu su djelovali brojni poznati umjetnici kao npr. Richard Wagner, Ernst Ludwig Kirchner, Otto Dix, Oskar Kokoschka, Richard Strauss, Gottfried Semper i Gret Palucca. Danas nastaju moderne građevine koje grade poznati arhitekti Daniel Libeskind i Norman Foster.
Značajna je nova Palača kulture, sagrađena u modernom stilu. Glavni je kolodvor također moderniziran. Zanimljiv je i plavi most preko Labe, građen krajem 19. st. i nazvan "Plavo čudo" (Blaues Wunder). U gradu postoji zlatni kip Augusta II. Jakog, kojeg su 1736. godine načinili François Coudray i Jean-Joseph Vinache. 

## Vanjske poveznice
- Službena stranica (njem.) (engl.)
- Dresden.info  Arhivirana inačica izvorne stranice od 31. siječnja 2022. (Wayback Machine) (engl.)
- Dresdenski velesajam (njem.) (engl.) (tal.) (šp.) (češ.) (polj.)
- Fotografije Dresdena (engl.)
- Destinations360.com  Arhivirana inačica izvorne stranice od 21. ožujka 2009. (Wayback Machine) (engl.)
- Coastlinevideo (engl.)
- Web kamere (engl.) (hrv.)

### Ostali projekti
|  | Zajednički poslužitelj ima još gradiva o temi Dresden |